# Kaukasischer Drachenkopf
Der Kaukasische Drachenkopf (Dracocephalum botryoides) ist eine Pflanzenart aus der Gattung der Drachenköpfe (Dracocephalum) in der Familie der Lippenblütler (Lamiaceae).

## Beschreibung
Der Kaukasische Drachenkopf ist ein immergrüner Zwergstrauch, der Wuchshöhen zwischen 5 und 15 Zentimetern erreicht. Die Blätter sind bis zu 2 Zentimeter lang, ihre Unterseite ist filzig. Die Abschnitte der Blätter sind länglich, ihre Spitze ist stumpf. Die Krone ist 9 bis 12 Millimeter lang. Die Staubbeutel sind kahl.
Die Blütezeit reicht von April bis Mai.
Die Chromosomenzahl beträgt 2n = 12.

## Verbreitung
Die Art kommt im Kaukasus auf steinigen Abhängen und an Flussufern in Höhenlagen von 2300 bis 2500 Meter vor.

## Systematik
Dracocephalum botryoides wurde 1812 von Christian von Steven in Mémoires de la Société Impériale des Naturalistes de Moscou, Band 3, Seite 266 erstbeschrieben. Synonyme für Dracocephalum botryoides Steven sind Ruyschiana botryoides (Steven) House und Nepeta pinnatifida Fisch.

## Nutzung
Der Kaukasische Drachenkopf wird selten als Zierpflanze für Steingärten genutzt.